# Ingeleben
Ingeleben est une commune allemande de l'arrondissement de Helmstedt, Land de Basse-Saxe.

## Géographie
Ingeleben se situe au sud du parc naturel d'Elm-Lappwald.
|             | Dahlum     |             |
| Uehrde      | Ingeleben  | Twieflingen |
| Gevensleben | Beierstedt | Jerxheim    |

La commune est traversée par la Bundesstraße 82, entre Schöningen et Schöppenstedt.

## Histoire
Le village est mentionné en 1086 sous le nom de "Ingelovo". Il est détruit lors de la guerre de Trente Ans.

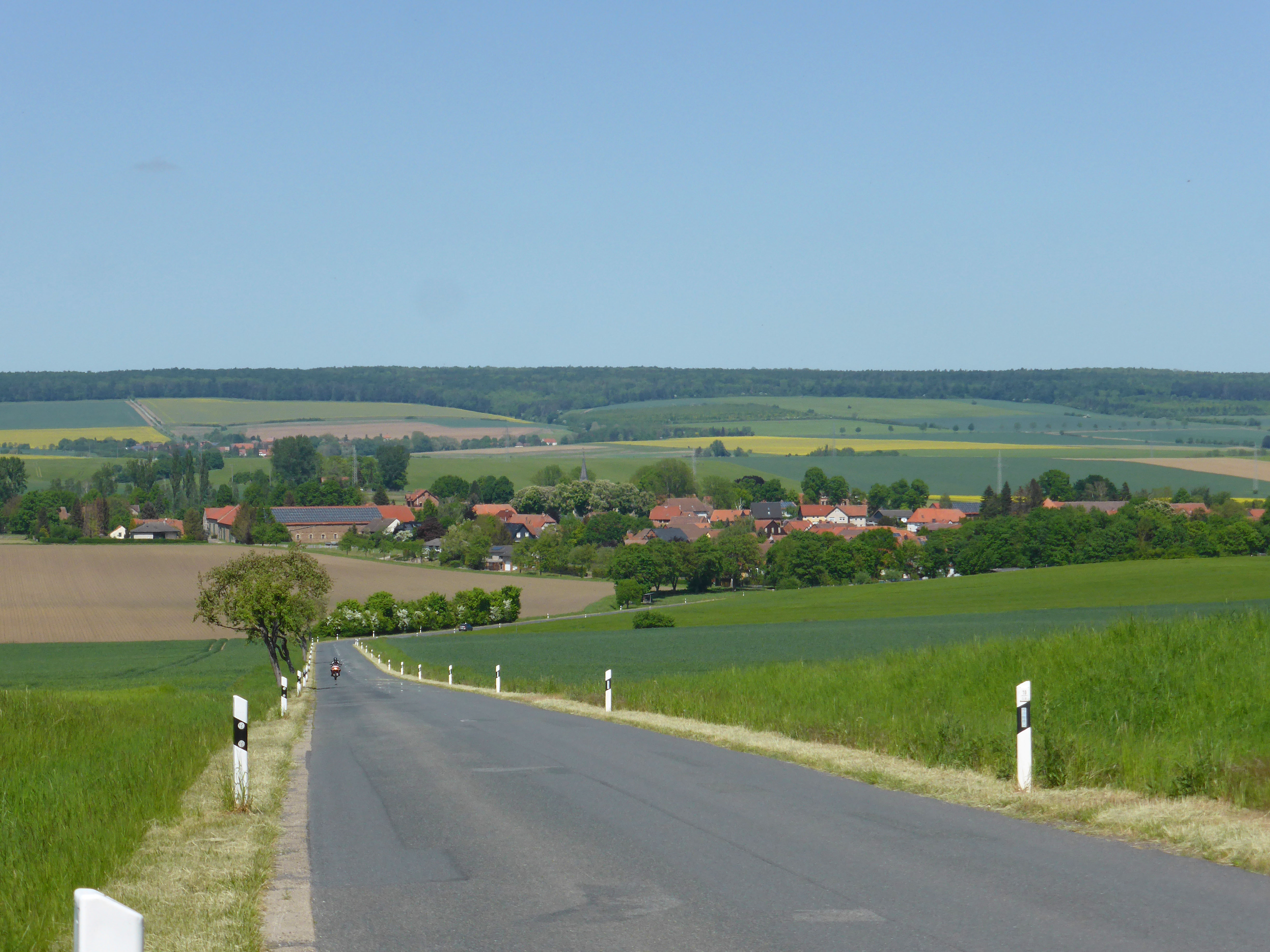
Panorama Ingeleben

## Source, notes et références
- (de) Cet article est partiellement ou en totalité issu de l’article de Wikipédia en allemand intitulé « Ingeleben » (voir la liste des auteurs).